# Hyperpigmentation
 Mise en garde médicale
L'hyperpigmentation est l'assombrissement d'une zone de la peau ou des ongles causée par une augmentation de la mélanine.
Elle peut également se voir au niveau des cicatrices de la peau, qui apparaissent bien plus foncées que le reste de la peau.

## Causes
La mélanodermie (ou hyperpigmentation) peut être causée par une insuffisance surrénalienne primaire (ou périphérique).
Cette mélanodermie est expliquée par un défaut de synthèse du cortisol. Face à cette insuffisance, l’hypothalamus sécrète du CRH (Cortisol Regulating Hormone). Le CRH va induire la production de POMC, qui est le précurseur de la gamma-MSH responsable de la pigmentation de la peau. La peau prend une couleur bronzée par accumulation de gamma-MSH.

## Traitement
En crème, la cystéamine a une certaine efficacité pour le traitement de l'hyperpigmentation cutanée